# كليوباترا 216
216 كليوباترا، هو كويكب معدني على شكل عظم لحم الخنزير ذو نظام ثلاثي يدور في المنطقة الوسطى من حزام الكويكبات، ويبلغ قطره حوالي 138 كيلومتر (86 ميل). تم اكتشافه في 10 أبريل 1880 من بواسطة عالم الفلك النمساوي يوهان باليزا في مرصد البحرية النمساوية بولا، في ما يعرف الآن ببولا، كرواتيا. فترة دوران الكويكب من النوع M أقصر من المتوسط فهي 5.4 ساعات. سمي باسم كليوباترا، الملكة المصرية الشهيرة. وعندما اكتشف القمرين الصغيرين لكويكب في عام 2008، وأطلق عليهما لاحقًا اسم أليكس هيليوس وكليو سيلين.

## المدار والتصنيف
كليوباترا هو كويكب بدون عائلة ويقع في خلفية الحزام الرئيسي. يدور حول الشمس في حزام الكويكبات المركزي على مسافة 2.1-3.5  وحدة فلكية مرة كل 4 سنوات و 8 أشهر (1706 أيام ؛ المحور شبه الرئيسي 2.79 AU). يوجد انحراف مركزي بمداره قدره 0.25 وميل 13 درجة على مسار الشمس. بدا قوس مراقبة الكويكب في مرصد لايبزيغ في 20 أبريل 1880 ، بعد عشرة أيام من اكتشافه رسميا في مرصد بولا.

## الخصائص البدنية
كليوباترا هو كويكب كبير نسبيًا بقياس 217 × 94 × 81 كم. تظهر الحسابات من البياض الراداري ومدارات أقماره أنه عبارة عن كومة من الركام، ومزيج مهلهل من المعدن والصخور، و 30-50٪ من حجمه مساحة فارغة، ويرجع ذلك على الأرجح إلى تأثير تصادم مدمر سابق للتصادم الذي أحدثه أقمار.
شكل كليوباترا غيرمعتاد. كانت الملاحظات الأولية باستخدام تلسكوب ESO 3.6 متر في لاسيلا، الذي يديره المرصد الأوروبي الجنوبي، بانها تظهر مصدر مزدوج بفصين مختلفين بننفس الحجم. تم الخلاف على هذه النتائج عندما أظهرت ملاحظات الرادار في مرصد أريسيبو أن فصين من الكويكب متصلين، ويشبهان شكل عظم لحم الخنزير. قدمت ملاحظات الرادار نموذجًا تفصيليًا للشكل ظهر على غلاف مجلة العلوم.

## أقمار
في عام 1988، تم البحث عن الأقمار الصناعية التابعة أو الغبار الذي يدور حول هذا الكويكب باستخدام تلسكوب UH88 في مراصد مونا كيا بدون فائدة. في سبتمبر 2008،أعلن فرانك مارشيسومعاونيه أنه ، انهم اكتشفوا اثنين من الأقمار التي تدور حول كليوباتراباستخدام مرصد كيك الصورة البصريات التكيفية النظام. يبلغ قطر الأقمار الصناعية الخارجية والداخلية حوالي 8.9 ± 1.6 و 6.9 ± 1.6 كلم بفترات 2.32 كيلومتر ± 0.02 و 1.24 ± 0.02 يوم على التوالي.

## الأصل
يُعتقد أن شكل كليوباترا ودورانه وأقماره يرجع إلى تصادم مائل ربما حدث قبل 100 مليون عام. ربما أدى الدوران المتزايد إلى إطالة الكويكب وتسبب في انشقاق اليكس هيليوس. ثم انفصل الكلوزلين في وقت لاحق ، منذ حوالي 10 ملايين سنة. كليوباترا هو ثنائي الاتصال - إذا كان دورانه أسرع ، فإن الفصين سينفصلان عن بعضهما البعض ، مكونا نظامًا ثنائيًا حقيقيًا.

## روابط خارجية
- مؤامرة Lightcurve من 216 Kleopatra ، Palmer Divide Observatory ، BD Warner (2006)
- ثلاثية والخصائص الفيزيائية للكويكب (216) كليوباترا
- علماء الفلك يلتقطون صورًا لكويكب عظمي للكلب المعدني العملاق – مقال ناسا ، مايو 2000 (archived)
- Asteroid for the Dogs ، أغسطس 2000 (archived)
- قاموس أسماء الكوكب الصغرى ، كتب جوجل
- ظروف الاكتشاف: الكواكب الصغيرة المرقمة (1) - (5000) - مركز الكوكب الصغرى
- 216 Kleopatra
- كليوباترا 216 في قاعدة بيانات مختبر الدفع النفاث لأجرام النظام الشمسي الصغيرة

- الاكتشاف · مخطط المدار ·  العناصر المدارية · المعلمات المادية